# Torzsoki járás

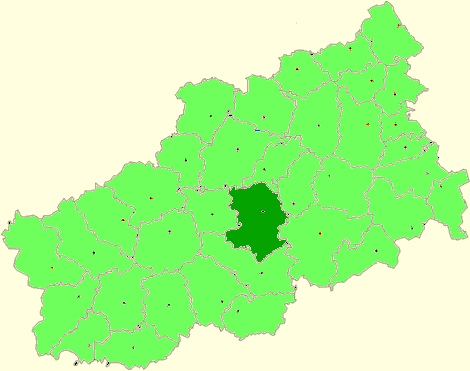
A Torzsoki járás a Tveri területen

A Torzsoki járás (oroszul Торжокский район) Oroszország egyik járása a Tveri területen. Székhelye Torzsok.

## Népesség
- 1989-ben 27 376 lakosa volt.
- 2002-ben 23 856 lakosa volt.
- 2010-ben 22 534 lakosa volt, melyből 19 536 orosz, 319 örmény, 237 cigány, 229 ukrán, 191 csuvas, 114 tadzsik, 110 fehérorosz, 80 tatár, 67 kirgiz, 55 grúz, 53 azeri, 49 karjalai, 43 üzbég, 40 moldáv, 36 ezid, 34 csecsen, 17 mari, 15 német, 13 lezg, 13 mordvin stb.